# センター・ストリート (マンハッタン)
座標: 北緯40度43分2.6秒 西経74度0分1.63秒 / 北緯40.717389度 西経74.0004528度
センター・ストリート (Centre Street) は、ニューヨーク市マンハッタンを南北に走る。センター・ストリートは、パーク・ロウからチャイナタウンを通り、北のラファイエット・ストリートと繋がるスプリング・ストリートへと結んでいる。リード・ストリートの北部とセンター・ストリートは、北向きの一方通行である。（ブルックリン橋、センター・ストリートへ向かうリード・ストリートの南は両面通行）

## 概要
植民地時代から19世紀にかけて、通りは、都市の飲料水の主要な供給地であった、広さ48エーカー (194,000 m²)、深さ50フィート (15m) のコレクト・ポンドに接していた。これは、現在のフォーリー・スクエアのちょうど北、チャイナタウンの西に位置していたが、その後排水され、都市公園に転換された。
口語用法では、「センター・ストリート」は、フォーリー・スクエア付近の通りに沿った司法機関や官庁を指すこともある。1 センター・ストリートは、マンハッタン市営ビルであり、40 センター・ストリートは、サーグッド・マーシャル合衆国裁判所（第二上訴合衆国裁判所がある）、60・80 センター・ストリートは、ニューヨーク最高裁判所の市民課、100 センター・ストリートは、ニューヨーク最高裁判所の犯罪課である。この裁判所は、その場所を同名のテレビ番組に貸した。裁判所は、マンハッタン地区弁護士の事務所でもあるが、その入口は1 ホーガン・プレイスにある。111 センター・ストリートは、ニューヨーク市民裁判所である。ニューヨーク市健康精神衛生課は、センター・ストリートとの角である、125 ワース・ストリートにある。さらに北の、240 センター・ストリートは、ニューヨーク市警察の本部として長く使用された。